# رینات آخمتوف
رینات آخمتوف (به انگلیسی: Rinat Akhmetov) (زاده ۲۱ سپتامبر ۱۹۶۶) کارآفرین، سیاست‌مدار و مدیر ارشد اجرایی اوکراینی است، که مالک، بنیانگذار و رئیس هیئت مدیره شرکت اس‌سی‌ام هولدینگز می‌باشد.
آخمتوف در سال ۲۰۱۳ با دارایی خالص ۱۵٫۴ میلیارد دلار، در رتبه ۴۷ از فهرست ثروتمندترین افراد جهان از سوی مجله فوربز قرار گرفت. وی همچنین بنیانگذار شرکت‌های مت‌اینوست و دی‌تک، همچنین مالک باشگاه فوتبال شاختار دونتسک می‌باشد.